# الصمعورية
الصمعورية هي مركز سعودي تابع لمحافة ضرية بمنطقة القصيم، السعودية، ويقع جنوب غرب منطقة القصيم. تصنف من أكبر قرى جنوب غرب منطقة القصيم، كثيفة السكان.

## سبب التسمية
سميت بلدة الصمعورية بهذا الاسم نسبة إلى جبل يقع بجوار البلدة ويسمى بجبل الصمعورية الذي يقف شامخا من الجانب الشرقي للبلدة، وهو جبل شامخ الارتفاع حيث يشاهد هذا الجبل من على بعد عشرات الكيلومترات، وهو يعد من أعلى القمم في منطقة نجد، وقد ذكر هذا الأستاذ محمد بن ناصر العبودي في مؤلفه (المعجم الجغرافي لبلاد القصيم)، وقد ذكر ياقوت الحموي أن صمعور هو جبل طويل.

## النشأة وتولي الإمارة
نشأت الصمعورية منذ مايزيد عن مئة وعشرين عام تقريباً، حيث سكنها سعيد الذكري من ذوي مهدي من ولد حسين من عوف وأبناء عمومته من قبيلة عوف وهي عاصمة قبيلة عوف في نجد أحد اكبر قبائل قبيلة حرب وأول أمير للصمعورية هو سعدي بن سعيد الذكري وتولى إمارتها منذ نشأتها حتى استقالته عام 1394 هجري وخلفه من بعده عبد الله بن سعدي الذكري حتى أحيل للتقاعد عام 1407 هجري ومن ثم محمد بن سعدي الذكري حتى توفي ثم تولى الإمارة بعد ذلك عباس بن سعدي الذكري إلى هذا الوقت وهي بفضل الله ثم بفضل جهودهم في تطور دائم وملحوظ.

## الصمعورية والملك عبد العزيز
كانت الصمعورية من ضمن الهجر التي أمر الملك عبد العزيز ببنائها لتكون نقلة حضارية لتوطين البادية واللحاق بمركب التقدم والتطور بعد التوعية ونشر التعليم، وكان ذلك بحدود عام 1330 هجري، وقد كان لأهلها دور كبير مع الملك عبد العزيز في توحيد المملكة، لهذا بعث إليها الأئمة لنشر التعليم كما فعل في جميع مدن وقرى المملكة وخصوصاً ما كانت تسمى بهجر (الإخوان) التي كانت الصمعورية من ضمنها، وكان لذلك أثر كبير في تعليم أهلها وتطوير البلدة.

## الخدمات والدوائر الحكومية
حظيت الصمعورية بنصيب وافر من الخدمات المقدمة للمواطنين من الصندوق العقاري للتنمية بالمنطقة والذي ساهم مساهمة فعالة في تطوير هذه البلدة، وكذلك خدمات البنك الزراعي الذي قدم خدمات جليلة لمزارعي المنطقة وهو لا يزال يقدمها لأكثر من سبعين مزارعاً، بالإضافة إلى الخدمات الهاتفية والتصالات.
أما عن الدوائر الحكومية في الصمعورية فيوجد فيها:
- مركز مخفر الشرطة وقد تم تأسيسه عام 1398 هجري وهو يخدم كثير من القرى والهجر المجاورة ومنها على سبيل المثال لا الحصر: أم سليم، نجخ، ريمان الجنوبي والشمالي، مشرفه، صيعنين، جفره، عيدة، شعبا، العرداء، العاشوقة.
- مكتب بريد تأسس عام 1388 هجري.
- مركز للرعاية الصحية الأولية تم تأسيسه عام 1386 هجري.
- شبكة كبيرة للمياه أنشئت عام 1389 هجري.وهي غير عامله حاليا.
- كما تم إنشاء محكمة مؤقتة عام 1394 هجري.وهي غير موجوده حاليا.
- هيئة الأمر بالمعروف والنهي عن المنكر أنشئ عام 1413 هجري.
- المستودع الخيري الذي تأسس في عام 1422 هجري، وهو يقوم بعمل خيري لخدمة الفقراء والمحتاجين.

## التعليم والمجتمع
خرجت مدارس الصمعورية الكثير من الدكاترة والمحاضرين في العديد من الجامعات السعودية، بالإضافة إلى الأطباء والمهندسين والضباط، والكثير من المعلمين، لذلك قل ماتجد مدرسة بتعليم القصيم خصوصاً إلا وتجد معلم أو معلمة من أهالي الصمعورية.
وتوجد في الصمعورية روضة أطفال ومدارس ابتدائية ومتوسطة وثانوية للبنين والبنات بالإضافة إلى مدرسة فكرية ابتدائية للبنين، وتم أيضاً فتح مدارس لمحو الأمية.
أيضاً يوجد في البلدة مدرسة الإمام الشافعي لتحفيظ القرآن الكريم للبنين ومدرسة ذات النطاقين لتحفيظ القرآن الكريم للبنات وقد تم تخريج عدد من الحفاظ والحافظات لكتاب الله الكريم.
بالنسبة للمستوى التعليمي في سكان الصمعورية فمعظمهم يتمتعون بمستوى ثقافي عالي، فهم متميزون بفكر ثقافي وحضاري على مستوى المنطقة.

## أحياء الصمعورية
- البلدة.
- الرحامين.
- الحرصان.
- الدخانين.
- الضواوية.
- الرفائع.
- صميعر.
- حبيتره.

## الموقع الجغرافي
تقع جنوب غرب منطقة القصيم وتبعد عن محافظة الرس 130 كم، وهي تابعة لها إداريا وتعليمياً، وتبعد عن مدينة بريدة قرابة 260 كم.

## المناخ
المناخ قاري صحراوي، حار جاف صيفًا بارد مُمطر شتاء، وتبلغ درجة الحرارة صيفًا 45°م، وفي الشتاء تصل 3- مادون الصفر ومتوسط سقوط المطر 145 ملم.

## المناطق السياحية بالصمعورية
تتمتع الصمعورية بمناطق خلابة وجميلة تجذب الكثير من السياح إليها ومن أشهرها:
- حسلات: هي منطقة اشتهرت بخضرتها وجمال أرضها وطبيعتها وهي تبعد عن البلدة حوالي 20 كم.
- جبل الصمعورية : هو جبل شاهق يعتبر من أعلى قمم منطقة نجد.
- جبل أحامر : هو جبلين عريضين جداً يقعان بجوار بعضهما ويسميان (أحامر الأقصى، أحامر الموالي) حيث يحتويان على الكثير من المناطق الجميلة.
- منطقة الرِس: (بكسر الراء) وهي مزرعة تقع في منطقة ضيقة وسط جبل أحامر وقد زرعها الشيخ أيحيا بن دخنان العوفي.
- الغور: وهو عبارة عن غور يقع في جبل أحامر وهو غور كبير جداً، ويسميه أهل المنطقة بالصالة.
- أم غويرات: هو جبل تم تجهيزه بجلسات وإضاءة وألعاب للأطفال حول الجبل، ليكون مكان سياحياً عائلياً يقصده الناس خصوصاً في ليالي الصيف.
- وادي الصمعورية الكبير: وهو وادي كبير أشتهر في منطقة القصيم لكبر مساحته وطول امتداده حيث يمتد إلى وادي الرمة.

شاهد الصمعورية من الأعلى
أحمد م عبدان  على فيسبوك.